# Česká pošta
Чеська пошта (чеськ. Česká pošta) — національний оператор поштового зв'язку Чехії зі штаб-квартирою у Празі. Є державною компанією та перебуває у підпорядкуванні уряду Чехії. Член Всесвітнього поштового союзу.

## Історія
- 1 січня 1993 р. — на базі ліквідованої Чехословацької пошти створено незалежні компанії «Česká pošta» та «Slovenská pošta».
- 29 травня 1999 р. — припинено сортування пошти у дорозі, натомість запущено мережу сортувальних центрів.
- 1 квітня 2005 р. — Чеську пошту підпорядковано Управлінню зв'язку.
- 1 вересня 2005 р. — «Česká pošta» запустила в обіг сертифікати електронного підпису.
- 24 листопада 2005 р. — рішенням Чеського управління зв'язку Чеській пошті надано ліцензію на надання поштових послуг на період з 1 січня 2006 р. по 31 грудня 2008 р.
- 1 вересня 2006 р. — назви 593 поштових відділень уніфіковані за принципом прив'язки до муніципалітетів[6][7].
- 1 жовтня 2006 р. — ліквідовано підрозділи «Mezinárodní provoz», «OZ Dodavatelské» та «OZ VAKUS».
- 22 листопада 2006 р. — Наглядова рада обговорила пропозицію щодо проєкту перетворення Чеської пошти на акціонерне товариство.
- 1 квітня 2007 р. — ліквідовано всі неспеціалізовані відомчі управління.
- 1 травня 2007 р. — реструктуризовано регіональний поділ управління поштового зв'язку[8][9][10].
- Серпень 2007 р. — уряд затвердив проєкт реорганізації Чеської пошти на акціонерне товариство.
- 9 березня 2009 р. — Міністерство внутрішніх справ та Чеська пошта уклали міжвідомчий меморандум про надання спільних сервісних послуг.
- Жовтень 2009 р. — МВС звернулося до Міністерства фінансів з проханням припинити підготовку до приватизації частини активів «Česká pošta», серед ряду причин через необхідність надання ключових проєктів електронного державного управління.
- Листопад 2009 р. — запроваджено інститут поштового обмудсмена.
- Грудень 2009 р. — Чеська пошта запустила пілотний проєкт під назвою «Pošta PARTNER».
- 1 квітня 2010 р. — Чеська пошта припинила надавати телеграфні послуги через відсутність попиту.
- Січень 2013 р. — запущено нову послугу «DINO» (збір заборгованості у населення).
- 27 лютого 2015 р. — запущено новий мобільний застосунок «PohledniceOnline».
- 25 травня 2015 р. — Уряд затвердив поправку до Закону про поштові послуги. Законопроєкт гарантує компанії «Česká pošta» дотування на надання універсальних поштових послуг.

## Структура

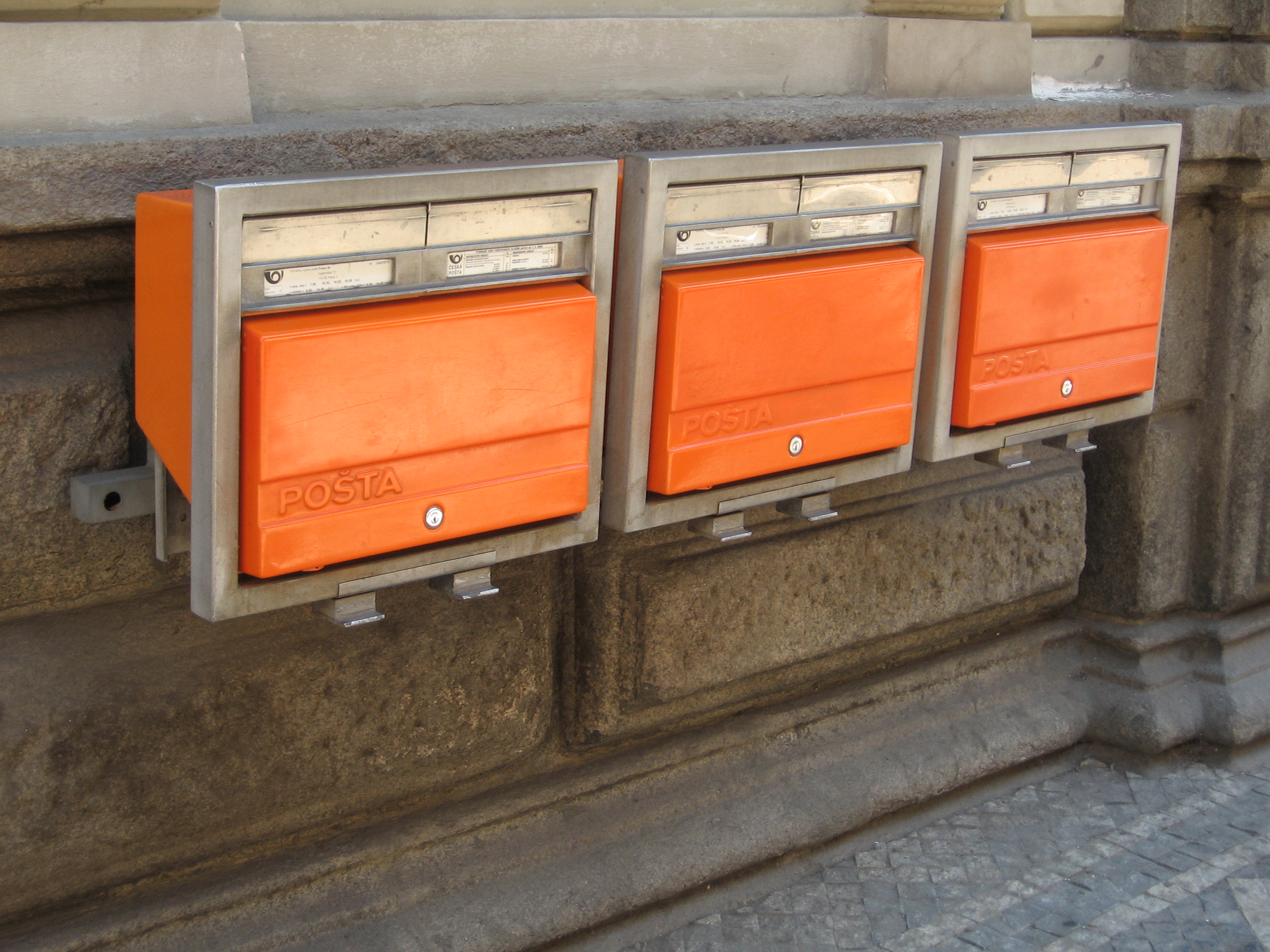
Типова поштова скринька

Засновником «Česká pošta» є Міністерство внутрішніх справ Чеської Республіки. Ідентифікаційний номер компанії у реєстрі відомств — 47114983. До початку 2008 року філії ідентифікували порядковими номерами у дужках після ідентифікаційного номера.
Компанію очолює генеральний директор, а її діяльність контролює наглядова рада, що має у своїй структурі комітети.
Компанія має 7 регіональних філій та 9 сортувальних центрів

### Філії
- Прага (01)
- Південна Чехія (02)
- Західна Чехія (03)
- Північна Чехія (04)
- Східна Чехія (05)
- Південна Моравія (06)
- Північна Моравія (07)
- Міжнародні операції (08), постачання та внутрішнє забезпечення (09), OZ VAKUS (10) ліквідовані 1 жовтня 2006 року.

Філіям підпорядковані сортувальні та транспортні регіональні департаменти. Від 1 квітня 2007 року сортувальні процеси та транспорт відокремлені від галузевих філій та включені до нової секції поштово-транспортого забезпечення, що включає вузли транспортного обслуговування.

## Діяльність
На 2013 рік «Česká pošta» мала такі показники:
- Загалом 3 408 організаційних підрозділів;
- 3249 поштових відділень;
- 14 поштових поштамтів;
- 79 пунктів видачі;
- 16 транспортних парків;
- 8 108 листонош та кур'єрів (з них 3511 районів з моторизованих транспортним забезпеченням);
- 22 106 поштових скриньок;
- 33 партнери з надання суміжних послуг.